# Halfway to Sanity
Halfway to Sanity ist das im September 1987 erschienene zehnte Studioalbum der New Yorker Punkrockband Ramones. Es ist das letzte Album mit Richie Ramone.

## Hintergrundinformationen
Das Album wurde im April 1987 unter der Leitung des Produzenten Daniel Ray aufgenommen. Zum letzten Mal ist auf dem Album Richie Ramone am Schlagzeug zu hören, der Anfang 1983 zur Band gestoßen war. Er steuerte auf Halfway to Sanity die Stücke I Know Better Know und I’m Not Jesus, das später von Behemoth gecovert wurde, bei. Dee Dee Ramone, der einen Großteil der Songs des Albums schrieb, sang das Stück I Lost My Mind. Debbie Harry von der Band Blondie wirkte bei Go Lil’ Camaro Go als Backgroundsängerin mit. Aus dem Album wurden die Songs Real Cool Time (mit der B-Seite Indian Giver der Band 1910 Fruitgum Company) und I Wanna Live (mit der B-Seite Merry Christmas (I Don't Want To Fight Tonight)) ausgekoppelt. Real Cool Time erreichte Platz 85 der britischen Charts, I Wanna Live wurde 2008 für das Videospiel Tony Hawk’s Project 8 verwendet. Das Album Halfway to Sanity erreichte Platz 172 der Billboard 200 und Platz 78 der britischen Albumcharts.
Die Kritiken zu Halfway to Sanity fielen nicht sonderlich gut aus. So bemängelte Stephen Thomas Erlewine auf Allmusic das dem Album einheitliches Material fehle und es nicht mehr die Stärke von Alben wie Too Tough to Die oder Subterranean Jungle besitze. Er vergab nur eineinhalb von fünf möglichen Sternen. Auf Punknews.org wird der Mangel von musikalischer Stärke beklagt, es wurde nur ein Stern von fünf möglichen vergeben.

## Titelliste
1. I Wanna Live (Colvin, Rey)
2. Bop ’Til You Drop (Colvin, Cummings)
3. Garden of Serenity (Colvin, Rey)
4. Weasel Face (Colvin, Cummings)
5. Go Lil’ Camaro Go (Colvin)
6. I Know Better Know (Reinhardt)
7. Death of Me (Hyman)
8. I Lost My Mind (Colvin, Cummings)
9. A Real Cool Time (Hyman)
10. I’m Not Jesus (Reinhardt)
11. Bye Bye Baby (Hyman)
12. Worm Man (Colvin)